# 喻氏兄弟
喻氏兄弟，也被称之为元亨兄弟，是中国明代兽医学家。兄喻仁，字本元，别号曲川。弟喻杰，字本亨，别号月川，庐州府六安州(今安徽六安)人，生卒年不详，大约生活在明代嘉靖(1522—1566年)到万历(1573—1620年)年间。二人生平不详，有数种兽医著作传世，如《元亨疗马集》、《元亨疗牛集》、《驼经》。《元亨疗马集》是中国兽医的经典著作。